# Olga Iljinitschna Podobedowa
Olga Iljinitschna Podobedowa (russisch Ольга Ильинична Подобедова; * 8. Januarjul. / 21. Januar 1912greg. in Chełm; † 27. September 1999 in Moskau) war eine sowjetisch-russische Kunsthistorikerin.

## Leben
Podobedowas Eltern waren der Steuerinspektor Ilja Andrejewitsch Podobedow (1861–1935) und seine Frau Sofja Ludwigowna geborene Della-Vos (1876–1971). Podobedowas Großonkel Wiktor Karlowitsch Della-Vos war der erste Direktor der 1868 aus der Moskauer Gewerbeschule entstandenen Kaiserlichen Technischen Hochschule Moskau. Ihre Tante Olga Ludwigowna Della-Vos-Kardowskaja (1875–1952) war eine bekannte Künstlerin und Frau des Malers Dmitri Nikolajewitsch Kardowski, der Podobedowas Patenonkel war. Während des Ersten Weltkriegs kam die Familie nach Nowotscherkassk, wohin dann auch das Smolny-Institut evakuiert wurde. So konnte Podobedowa dank der Bemühungen ihres Vaters 1918 ein Jahr lang die Erziehung im Smolny-Institut genießen. Während des Bürgerkriegs wechselte in Nowotscherkassk achtmal die Besatzung mit entsprechenden Kämpfen. Nach der endgültigen Besetzung durch die Rote Armee kam es zu Durchsuchungen, Erschießungen und Beschlagnahmen. Im Januar 1921 kam infolge der beginnenden Hungersnot in Nowotscherkassk Podobedowa mit der Familie nach einigen kritischen Zwischenfällen zu ihrer Tante Olga Della-Vos-Kardowskaja nach Pereslawl-Salesski, wo sie nun die Mittelschule besuchte. Als der Vater eine Stelle in Moskau erhielt, zog die Familie nach Moskau.
Podobedowa besuchte in Moskau die Mittelschule (Abschluss 1927). Da sie für das beabsichtigte Medizin-Studium noch zu jung war, studierte sie nun in den Moskauer Staatlichen Höheren Literatur-Kursen bei Alexander Sergejewitsch Orlow, Juri Nikandrowitsch Werchowski und Boris Iwanowitsch Purischew. Nach der Auflösung der Kurse 1929 arbeitete sie als Köchin in einem Nahrungskombinat und studierte als Externe in der Abendabteilung der Literatur- und Kunst-Fakultät der Universität Moskau (MGU) mit Abschluss 1931 am aus der Fakultät entstandenen Institut für Philosophie, Literatur und Geschichte (IFLI). Im folgenden Jahr schloss sie einen Kurs für Kunstredakteure am Moskauer Polygrafischen Institut ab.
Ab 1932 arbeitete Podobedowa als Redakteurin in Moskauer Verlagen. Eine geplante Aspirantur am IFLI konnte sie 1935 nicht antreten, weil ihr erkrankter Vater pflegebedürftig wurde und dann starb. Die ab 1941 vorgesehene Aspirantur wurde durch den Deutsch-Sowjetischen Krieg verhindert. Im August 1941 wurde sie aufgefordert, sich innerhalb von 48 Stunden mit ihrem Kind der Evakuierung nach Swerdlowsk anzuschließen, wobei ihr Mann sie begleiten durfte. Sie verließen den Zug bereits in Krasnoufimsk, wo sie dann Arbeit im dorthin evakuierten Krankenhaus fand. Im September 1942 wurde sie nach Moskau zurückbeordert, wobei sie ihr Kind gegen die Vorschrift heimlich mitnahm. Sie arbeitete in der Prawda-Druckerei und dann als Redakteurin im Projektkonstruktionsbüro Nr. 40. Ihr Haus war von einem Beamten beschlagnahmt worden. Nachdem alle Beschwerden abgewiesen worden waren, schrieb sie auf den Rat ihrer Kollegen einen Brief an Stalin, worauf sie ihr Haus wieder beziehen konnte.
Ab 1944 arbeitete Podobedowa mit befristeten Verträgen für das neue Institut für Kunstgeschichte (GII) der Akademie der Wissenschaften der UdSSR (AN-SSSR, ab 1991 Russische Akademie der Wissenschaften (RAN)). 1947 erhielt sie die Festanstellung. 1949 begann sie schließlich bei Igor Emmanuilowitsch Grabar die Aspirantur und verteidigte 1952 mit Erfolg ihre Dissertation über den Großen Vaterländischen Krieg in der sowjetischen Grafik für die Promotion zur Kandidatin der Kunstwissenschaften. Zu ihren Forschungsschwerpunkten gehörten auch Leben und Werk der Künstler Dmitri Nikolajewitsch Kardowski und Jewgeni Jewgenjewitsch Lansere.
Ab 1960 leitete Podobedowa im Institut für Kunstgeschichte die Abteilung für Untersuchung der altrussischen Kunst, die 1963 der Sektor für altrussische Kunst wurde.
1961 verteidigte Podobedowa im Institut für Archäologie der AN-SSSR mit Erfolg ihre Doktor-Dissertation über die Miniaturen in altrussischen Handschriften und die Geschichte der persönlichen Chroniken des 13.–16. Jahrhunderts für die Promotion zur Doktorin der Kunstwissenschaften. Ihre offiziellen Opponenten waren  Artemi Wladimirowitsch Arzichowski, Nikolai Nikolajewitsch Woronin und Arseni Nikolajewitsch Nassonow. Sie nahm am Internationalen Kongress der Association Internationale des Études Byzantines in Bukarest 1971 teil sowie an Kongressen in Bari (1980) und Athen und am internationalen Slawisten-Kongress  in Sofia. 1973 besuchte sie in Jugoslawien serbische Kunstdenkmäler in der Umgebung von Belgrad und ein Frauenkloster in Ohrid. 1979 hielt sie am Collège de France Gastvorlesungen über altrussische Ikonen und Chroniken und besuchte Reims und andere Orte in Frankreich. 1988 ging sie in den Ruhestand und war bis 1996 beratende Professorin.
Podobedowa war seit 1939 verheiratet mit Abram Dawidowitsch Malkin (1897–1971) und hatte zwei Söhne und eine Tochter: Ilja (1940–1982) war Theoretischer Physiker, Sergei (* 1945) wurde Informationstechniker, und Jekaterina (1947–2009) war Restauratorin.